# Dyrekcja Ceł „Mysłowice”
Okręgowa Dyrekcja Ceł „Mysłowice” – organ celny  II Rzeczypospolitej.
Dyrekcja Ceł „Mysłowice” utworzona została po przejęciu Śląska w 1922 roku. W jego skład wchodziły cztery wydziały: administracyjny, postępowania celnego, rachunkowości i kontroli fachowej. Za sprawy służby granicznej odpowiedzialny był wydział administracyjny, a za sprawy postępowania celnego wydział celny. Do 1927 roku dyrekcja posiadała kompetencje nadzoru ochrony polskiej granicy państwowej przez jednostki Straży Celnej na terenie byłego zaboru pruskiego.
Swoim zasięgiem obejmowała rejon województwa śląskiego. Ochronę granicy państwowej częściowo z Czechosłowacją oraz Niemcami powierzono 3 inspektoratom Straży Celnej, którym podlegało 17 komisariatów i 82 placówki.  Łączna długość linii granicznej to 320 kilometrów. W kwietniu 1928 roku jednostki graniczne wchodzące  w skład Dyrekcji Ceł w Mysłowicach utworzyły Śląski Inspektorat Okręgowy Straży Granicznej z siedzibą w Katowicach.

## Inspektoraty Straży Celnej podległe śląskiej Dyrekcji Ceł
Dyrekcji podlegały trzy inspektoraty Straży Celnej, 37 wyższych i 1045 niższych funkcjonariuszy:
- Inspektorat Straży Celnej „Tarnowskie Góry”
- Inspektorat Straży Celnej „Rybnik”
- Inspektorat Straży Celnej „Cieszyn” (Bielsko)